# 第8屆威尼斯影展 (無效)
「第8届」（無效）威尼斯影展於1940年9月1日至8日舉行，是意大利稍遲進入第二次世界大戰成為德國的盟友後不到三個月。從1940至1942年的典禮「被認為無效，彷彿從未發生」，因為它在離麗都很遠的地方舉辦，再加上第二次世界大戰的緣故很少國家參加，機構和導演均是被法西斯主義羅馬-柏林軸壟斷。實際上，那一年的影展失去了「國際」的稱號，因為戰爭使參加國的數目減少到三個，分別是意大利，德國和陪跑角色國家匈牙利。因此，它成為「意大利德國影展」，來反映它義大利-德國的角色。兩國參選了七部長片，匈牙利則參選了三部。
另外，由於貝尼托·墨索里尼旗下的義大利法西斯主義政府強烈的法西斯政治干涉，而導致義大利經歷了一段被法西斯思想壓制的文化蕭條期

## 評審團
儘管影展仍然具有競賽，但它沒有官方陪審團。影展的主席根據意大利和德國電影代表的決定頒發獎項。

## 競賽電影
| 中文片名           | 原文片名               | 導演            | 製作國家   |
| ------------------ | ---------------------- | --------------- | ---------- |
| 《神秘男子》       | Muz z neznáma          | 马丁·弗里茨     | 波希米亚   |
| 《歌劇舞會》       | Opernball              | 蓋佐·馮·包法利  | 納粹德國   |
| 《驛站長》         | Der Postmeister        | 古斯塔夫·烏西基 | 納粹德國   |
| 《母爱》           | Mutterliebe            | 古斯塔夫·烏西基 | 納粹德國   |
| 《犹太人苏斯》     | Jud Süß                | 威特·哈蘭       | 納粹德國   |
| 《自由的雙手》     | Befreite Hände         | 汉斯·施瓦卡尔特 | 納粹德國   |
| 《警察特倫克》     | Trenck, der Pandur     | 赫伯特·塞尔平   | 納粹德國   |
| 《阿尔卡扎尔之围》 | L'assedio dell'Alcazar | 奧古斯托·傑尼納 | 義大利王國 |
| 《超越愛》         | Oltre l'amore          | 卡米尼·加洛尼   | 義大利王國 |
| 《罪人》           | La peccatrice          | 阿姆雷托·帕勒米 | 義大利王國 |

## 獎項
- 墨索里尼杯
  - 最佳外語片：古斯塔夫·烏西基（英语：Gustav Ucicky） 《驛站長（英语：Der Postmeister）》
  - 最佳義大利電影：奧古斯托·傑尼納（英语：Augusto Genina） 《阿尔卡扎尔之围（英语：L'assedio dell'Alcazar）》

## 外部鏈接
- 官方网站
- IMDb威尼斯影展1940年獎項 （页面存档备份，存于）